# 鉄拳 (武器)
鉄拳（てっけん）は、日本の暗器の一種である。主に忍者が暗殺用として使用している。使い方はメリケンサックのように手にはめて拳の外側に等間隔に並んだ3鋲の鉄角を向けて握り、敵を打ったり、突いたり、敵の攻撃を払ったりなどに使用する。示指に鉄拳を引っ掛けることで振り回すようにして敵を打って半回転させた後に手の内に握りこんで隠すことで敵の目を欺き、素手で倒したと錯覚させることができる。忍者は通常、潜入時には刀は携帯しないため、接近戦で相手を倒すことに威力を発揮する。形状は琉球古武術で使用されている鉄甲と似ている。